# Austrogomphus pusillus
Austrogomphus pusillus – gatunek ważki z rodziny gadziogłówkowatych (Gomphidae).